# Neder-Beierse Baddriehoek
De Neder-Beierse Baddriehoek (Duits: das niederbayerische Bäderdreieck) is een aardrijkskundige benaming voor de drie Neder-Beierse kuuroorden Bad Birnbach, Bad Griesbach en Bad Füssing, die op een landkaart min of meer een driehoek vormen. Deze toevallige formatie wordt ook wel de driehoek van het dal van de Rott genoemd. 
Van deze drie dorpen ligt Bad Birnbach het meest naar het westen, namelijk in de kring Rottal-Inn; Bad Griesbach in het noordoosten en Bad Füssing in het zuidoosten bevinden zich daarentegen in het district Passau. De Neder-Beierse Baddriehoek is toeristisch gezien de grootste trekpleister van Neder-Beieren, en mogelijkerwijze ook van Beieren als geheel. Bad Füssing registreert jaarlijks het grootste aantal overnachtingen van heel Duitsland.